# Daberbach
Daberbach är ett vattendrag i Österrike.   Det ligger i förbundslandet Tyrolen, i den centrala delen av landet, 300 km väster om huvudstaden Wien.
Trakten runt Daberbach består i huvudsak av gräsmarker. Runt Daberbach är det ganska glesbefolkat, med 26 invånare per kvadratkilometer.